# Bene comune
Bene comune è una locuzione filosofica, con cui si designa il perseguimento dell'interesse sociale nell'ambito dell'etica, della scienza politica e della religione.

## Storia
Questo concetto viene espresso, in ambito filosofico-religioso, da Tommaso d'Aquino nella Summa Theologiae, scritta tra il 1265 e il 1274, esprimendosi, rispetto all'essenza della legge, che questa "non è che una prescrizione della ragione, in ordine al bene comune, promulgata dal soggetto alla guida della comunità" (I pars, q. 90, a. 4), affermando che il bene comune è anche il fine comune. Nella medesima opera espone che "costituendosi la legge innanzitutto per riferimento al bene comune, qualsiasi altro precetto sopra un oggetto particolare non ha ragione di legge sino a quando non si riferisce al bene comune. 
Per tanto tutta la legge si riferisce al bene comune". In un altro passo della Summa Theologiae Q.29 artt. 37-42, sempre riferendosi al bene comune, sostiene la liceità della pena di morte sulla base del concetto della conservazione del bene comune. L'argomentazione di Tommaso d'Aquino è la seguente: come è lecito, anzi doveroso, estirpare un membro malato per salvare tutto il corpo, così quando una persona è divenuta un pericolo per la comunità o è causa di corruzione degli altri, essa viene eliminata per garantire la salvezza della comunità. Il teologo sosteneva tuttavia che la pena andasse inflitta solo al colpevole di gravissimi delitti, mentre alla sua epoca veniva utilizzata con facilità e grande discrezionalità.
La missione dell'autorità è la salus populi suprema lex, ma col superiore compito di spingere ognuno verso il bene comune "Se l'autorità fallisce questa missione perde non soltanto il diritto di comandare, ma la ragion d'essere".

## Filosofia
Nella filosofia il concetto di bene comune è relativo e variabile. Esso, secondo alcune correnti filosofiche esprime un'idea, un'entità o altro, che giova all'intera collettività. Esempi a tal proposito possono essere rappresentati dai filosofi storici che credono nell'esistenza del "logos" (energia razionale) e nella sua azione ordinatrice. In questo caso il logos è garante del bene comune assoluto ed indiscriminato. Per altri filosofi invece il bene comune è inteso come "il bene dei più". Hegel per esempio sosteneva che una sola persona nella sua individualità non avesse alcuna importanza sociale. Secondo quest'ultima corrente di pensiero per il bene comune può essere utile, ed a volte necessario, il sacrificio del singolo: è proprio questa la differenza che contraddistingue i due concetti filosofici di bene comune.

## Religione
Dopo il Codice di morale politica redatto a Malines dall'Unione internazionale di studi sociali e dopo i settantasette enunciati del Codice di Camaldoli, la Chiesa cattolica ha direttamente preso posizione sul bene comune in una delle Costituzioni scaturite dal Concilio Vaticano II, proponendone la seguente definizione:
(da Gaudium et Spes)
In uno storico radiomessaggio del 24 dicembre 1951, papa Pio XII affermò:
(Radiomessaggio di Natale del 1951)
Il bene comune nella Chiesa cattolica è la salvezza delle anime.